# Тайна в её глазах
«Тайна в её глазах» (англ. Magpie) — неонуарный триллер режиссёра Сэма Йейтса по сценарию Тома Бейтмана. Главные роли исполнили Дэйзи Ридли и Шазад Латиф. Премьера состоялась 9 марта 2024 года на фестивале South by Southwest.

## Сюжет
Когда дочь супружеской пары получает главную роль в фильме, вокруг которого идут споры, их жизнь становится непредсказуемой. По словам продюсеров фильм будет сделан в духе Хичкока, «в быстром темпе, с красивым видом и напряжением, которое будет нарастать с самого начала и держать всех в напряжении до самого конца».

## В ролях
- Дэйзи Ридли — Анетт
- Шазад Латиф — Бен
- Матильда Лутц — Алисия
- Алистер Петри — Ричард
- Пиппа Беннетт-Уорнер — Эстер

## Производство
Перед началом Каннского кинорынка 2022 года проект фильма Magpie был предложен дистрибьюторам. Режиссёром фильма стал Сэм Йейтс, сценарий написал Том Бейтман. Оригинальная идея сюжета принадлежит Дэйзи Ридли, которая также получила главную роль. Также в актёрский состав вошли Шазад Латиф и Матильда Лутц.
Основные съёмки начались 24 января 2023 года, ожидалось, что они продлятся месяц.

## Восприятие
На сайте-агрегатора рецензий Rotten Tomatoes 83 % из 46 отзывов критиков положительные, со средней оценкой 7,1 из 10.
Юлия Шагельман («Коммерсантъ») положительно оценила фильм, посчитав его «слегка поверхностным, но элегантным психологическим триллером в лучших традициях жанра». По мнению критика The Guardian Кэтрин Брэй, поставившей фильму 4 балла из 5, «это прежде всего напряжённый портрет токсичных отношений, и при этом невероятно захватывающий». Она также похвалила актёрскую игру ведущих исполнителей.